# Луїс Мартін (важкоатлет)
Луїс Мартін (англ. Louis Martin, 11 листопада 1936 — 17 січня 2015) — британський важкоатлет.
Срібний призер Олімпійських Ігор 1964 року в категорії до 90 кг, бронзовий призер 1960 року в категорії до 90 кг.
Переможець Ігор Співдружності 1962 (до 90 кг), 1966 (до 90 кг), 1970 (до 90 кг) років.
Чемпіон світу 1959 (до 90 кг), 1962 (до 90 кг), 1963 (до 90 кг), 1965 (до 90 кг) років, срібний призер 1961 (до 90 кг), 1964 (до 90 кг) років.
Чемпіон Європи 1959 (до 90 кг), 1962 (до 90 кг), 1963 (до 90 кг), 1965 (до 90 кг) років, срібний призер 1961 року в категорії до 90 кг.